# Kup europskih prvaka 1958. (košarka)
Ovo je prvo izdanje Kupa europskih prvaka u košarci. Sudjelovale su 23 momčadi. Nakon dva kruga izbacivanja formirane su četiri skupine nakon čega su se igrale četvrtzavršnica, poluzavršnica i završnica. Jugoslavija je imala jednog predstavnika: ljubljansku AŠK Olimpiju. Tijekom izbacivanja igrale su se dvije skupine i nije se računao broj pobjeda (moglo je biti 1:1) nego razlika u pogocima.

## Turnir

### Četvrtzavršnica
- ASA Bukurešt -  Akademik Sofija 64:73, 78:77
- Simmenthal Milano -  Honvéd Budimpešta 80:72, 85:95
- Real Madrid -  Royal Bruxelles 78:59, 43:57
- ASK Riga -  Legia Varšava 93:59, 61:63

### Poluzavršnica
- Honvéd Budimpešta -  Akademik Sofija 87:89, 64:76
- Real Madrid odustao je od utakmice s ASK Rigom

### Završnica
- ASK Riga -  Akademik Sofija 86:81, 84:71

- europski prvak:  ASK Riga (prvi naslov)
  - sastav ([1]): Maigonis Valdmanis, Valdis Muižnieks, Juris Kalniņš, Gundars Muižnieks, Oļģerts Hehts, Ivars Vērītis, Alvils Gulbis, Gunārs Siliņš, Jānis Krūmiņš, Leons Jankovskis, Jānis Dāvids, Teobalds Kalherts, Aivars Leončiks, trener Aleksandr Gomel'skij